# Phaius tenuis
Phaius tenuis är en orkidéart som beskrevs av Heinrich Gustav Reichenbach. Phaius tenuis ingår i släktet Phaius och familjen orkidéer. Inga underarter finns listade i Catalogue of Life.